# Hermann von Steinäcker
Hermann Josef von Steinäcker (* 1819 in Mayen, Kreis Mayen; † 8. Juli 1846 in Düsseldorf) war ein deutscher Historien- und Genremaler der Düsseldorfer Schule.

## Leben
Von Steinäcker war ein Sohn des preußischen Obersten Heinrich von Steinaecker (1783–1862) und dessen Ehefrau Henriette, geborene von Wittgenstein (1794–1846). Er war taubstumm und besuchte von 1840 bis 1842 die Kunstakademie Düsseldorf. Dort war der Historienmaler Theodor Hildebrandt sein Lehrer. In Düsseldorf lebte er im Haushalt seines Bruders Franz, der ab 1844 in der Bezirksregierung Düsseldorf arbeitete. Im Sommer 1846 ertrank Hermann von Steinäcker beim Baden im Rhein.

## Werke (Auswahl)
- Ludwig der Heilige, 1842
- Kaiser Karl V. im Kloster vor seinem Sarge, 1844
- Ein ausruhender Mann
- Ein Kind auf dem Berge, 1846